# حزب استعادة القيم المالية
حزب استعادة القيم المالية (بالفرنسية: Parti pour la Restauration des Valeurs Mali)‏ هو حزب سياسي في مالي بقيادة مامادو سيديبي. 

## التاريخ
تم تسجيل الحزب رسميًا في 20 مارس 2013م.  في الانتخابات البرلمانية 2013 فاز بمقعد واحد. 